# Hollandsche Rading

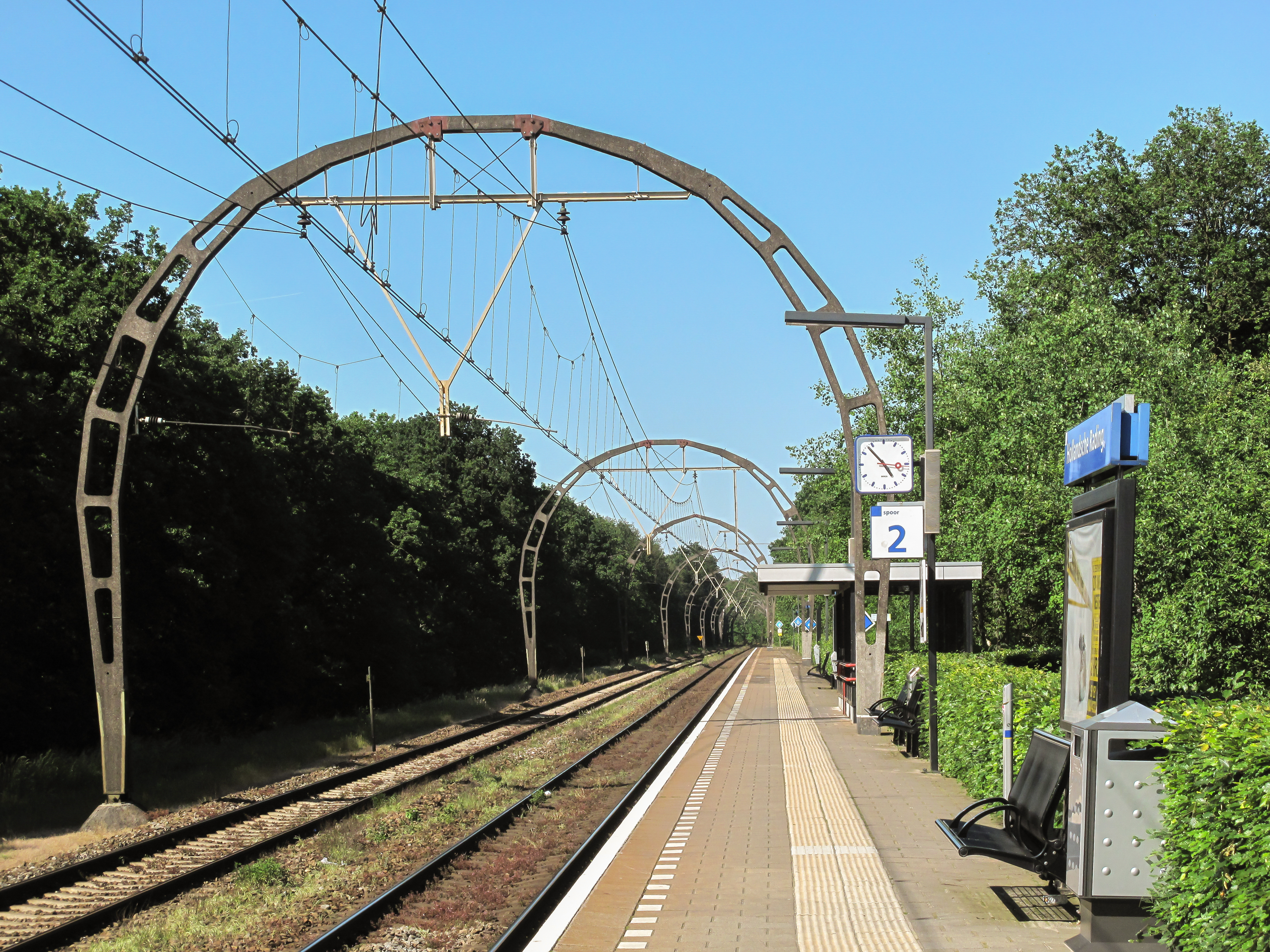
Hollandsche Rading, la gare

Hollandsche Rading est un village situé dans la commune néerlandaise de De Bilt, dans la province d'Utrecht. Le 1er janvier 2003, le village comptait 1 424 habitants.